# Die Rückkehr der Jungfrau Maria
Die Rückkehr der Jungfrau Maria (isländischer Originaltitel: Endurkoma Maríu) ist ein Roman des isländischen Autors Bjarni Bjarnason. Er handelt von der vermeintlichen Rückkehr der Jungfrau Maria und ihrer Beziehung zu Michael von Blomsterfeld, dem Enkels eines Theologieprofessors, der ihre Rückkehr vorhergesehen hatte.
Der Roman erschien 1996 in Island im Verlag Ormstunga in Reykjavík und wurde 2012 in einer Übersetzung von Tina Flecken in Deutschland beim Tropen Verlag, der zum Klett-Cotta Verlag gehört, veröffentlicht.

## Allgemeines und formaler Aufbau

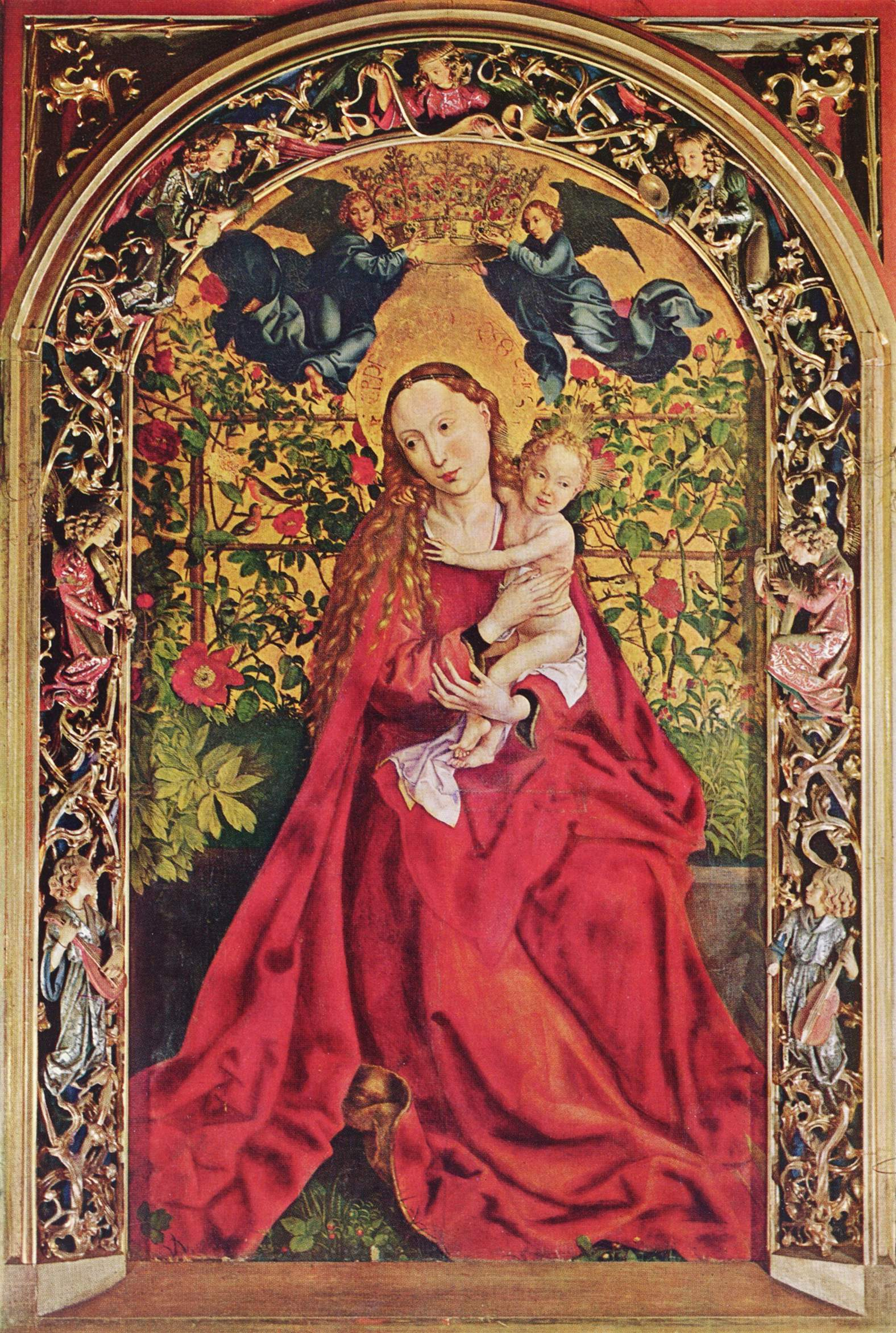
Die Rückkehr der heiligen Maria steht im Mittelpunkt des Romans (Bild: Martin Schongauer, Maria im Rosenhag, Tempera auf Holz, gemalt 1473, Colmar)

Der Roman ist in 14 in römischen Ziffern nummerierte Kapitel ohne Titel gegliedert. Der größte Teil des Buchs wird aus der Perspektive des Protagonisten Michael von Blomsterfeld als Ich-Erzähler wiedergegeben, der sowohl die konkreten Handlungen wie auch seine Gedanken und Erinnerungen wiedergibt. In einigen einführenden Kapiteln übernimmt er die Rolle des beobachtenden Erzählers. Die Geschichte findet als einzelner Erzählstrang in der chronologischen Reihenfolge der Ereignisse statt und ist in der Vergangenheitsform gehalten. Zum Ende beschreibt sich der Erzähler selbst in der Gegenwartsform, wie er durch den von ihm geschriebenen und soeben beendeten Text blättert und dabei auf einen Satz des ersten Kapitels zurückgreift, in dem er sich bereits schreibend mit einem Goldregenfüller darstellt.

## Handlung

### Die Prophezeiung der Rückkehr der Jungfrau Maria
Im ersten Kapitel des Romans beschreibt der Erzähler die Geschichte von Johannes von Blomsterfeld, dem Großvater des Ich-Erzählers und zugleich bekannter Theologe, der seine Träume von der Rückkehr der Jungfrau Maria aufschreibt und als Prophezeiung veröffentlicht. Er wird dafür der Ketzerei angeklagt und verurteilt. 

„Dann wird sie erscheinen, die das Herz der Bibel ist, obwohl dort nur wenige Worte über sie stehen.“

Seine Schriften werden eingezogen und Professor von Blomsterfeld zieht sich daraufhin aus der Forschung zurück und lehnt in Folge jegliche Bücherlektüre ab. Er finanziert seinem Enkel Michael Privatlehrer, wobei diesen Samuel, ein Lehrer für Zirkuskunststücke, am meisten beeindruckt. Johannes von Blomsterfeld stirbt, als Michael 17 Jahre alt ist. Er geht zum Zirkus seines Lehrers und Freundes Samuel und kommt erst sieben Jahre später zurück zum Anwesen seines Großvaters, um es zu verkaufen und damit den Zirkus zu finanzieren. Bei dieser Rückkehr findet er das Manuskript der „Rückkehr der Jungfrau Maria“ im Schlafzimmer seines Großvaters.

### Das Leben der Maria
Maria wuchs bei ihrem Vater und dessen Haushaltshilfe Judith auf. Mit dem Beginn ihrer Pubertät stellt sie fest, dass sie kein Spiegelbild mehr hat und traut sich zuerst nicht, dies ihrem Vater zu sagen. Er erklärt ihr das fehlende Spiegelbild damit, dass sie die schönste Frau auf der ganzen Welt sei und deshalb kein Spiegel dies wiedergeben kann:

„Weil Spiegelbilder immer ein umgekehrtes Bild dessen sind, was nicht eben und gleichmäßig ist. Aber die vollkommene Form kann kein umgekehrtes Bild haben. Deine Formen sind vollkommen, und wenn du dein Bild im Spiegel sehen würdest, dann wäre es kein Spiegelbild, sondern eine Nachahmung.“

Kurz darauf stirbt ihr Vater. Maria geht an die Universität und beendet mit 21 Jahren ihre Doktorarbeit, deren Text jedoch kurz danach ebenso wie alle schriftlichen Dokumente von ihr und über sie verschwindet. Zu ihrem zweitägigen Rigorosum wird sie als begabteste Studentin der Universität mit Hilfe ihres Professors Dr. Peter trotz der fehlenden Nachweise über ihre Prüfungen und ihre Doktorarbeit zugelassen und mündlich über den gesamten Lehrstoff des Studiums befragt. Sie besteht die Befragungen des ersten Tages und am zweiten Tag nimmt der Bischof Jean Sebastian teil, der auch den Prozess gegen Johannes von Blomsterfeld eingeleitet hatte. Er befragt sie nach den verloren gegangenen Nachweisen ihres Studiums und ihren Stipendien, die sie erhalten hatte, und stellt die Frage in den Raum, ob sie dies als ein Wunder betrachte und sie sich selbst als Reinkarnation der Jungfrau Maria ansehen würde. Sie antwortet ihm mit einem Gleichnis und verlässt die Befragung.

### Maria und Michael
Die eigentliche Handlung des Romans beginnt mit dem vierten Kapitel und dem ersten Zusammentreffen von Michael von Blomsterfeld mit Maria auf einem Bahnsteig, wo sie mit durchsichtigen Kleidern und von Männern umringt am Boden sitzt. Er holt sie aus der Situation und bietet ihr an, ihn als Assistentin für seine Zirkusnummer zu unterstützen. Diese besteht aus einem mechanischen Zauberkasten und die Auftritte sind zuerst sehr erfolgreich. Der Kasten geht jedoch nach wenigen Auftritten in Feuer auf, nachdem das Clownkostüm Marias erneut durchsichtig wird und Michael aufgrund der Ablenkung bei der Bedienung Fehler unterlaufen. Die beiden streiten sich, entwickeln dann jedoch ein neues Programm, bei der Maria ihren „Spiegeltrick“ und Michael eine Messerwerfer-Nummer einbauen. Bei der Vorstellung wird Michael von einem jungen Mädchen namens Salome angesprochen. Nachher erzählt Maria Michael ihre Geschichte und er liest einen Zeitungsbericht, nach dem sie als Stipendiumsbetrügerin gesucht wird. Sie beschließen, zum Haus von Marias Vater zu gehen und treffen dort auf Judith, dessen Haushälterin. Sie nähert sich später Michael an und erzählt ihm von Marias Vater und wie er sie als Hure benutzt hatte. Sie will, dass auch er mit ihr schläft, was er deutlich ablehnt. Am folgenden Tag bringt Michael Maria das Schachspiel bei, verliert jedoch direkt beim ersten Spiel. Am Abend möchte Maria ihn verführen, kurz bevor er jedoch zu ihr ins Bett steigen kann, erscheint ein Schatten und eine nicht sichtbare männliche Gestalt legt sich zu Maria ins Bett und schläft mit ihr. Michael sieht dabei nur die Bettdecke, die sich wie um einen großen Mann legt. Er reißt Maria aus dem Bett und wirft eine Schranktür nach der Gestalt, die jedoch keinen Widerstand findet. Kurz danach verschwindet die Gestalt durch das Fenster, wo nur eine Taube sichtbar ist. Direkt danach fleht Maria Michael an, sie als Frau zu nehmen und mit ihr zu schlafen, als er sie jedoch berührt und sie ihn umarmt fühlt sie sich für ihn an wie totes Fleisch. 

„Sei gnädig, Michael, komm, ich gehöre dir, ich bin deine Sklavin, sieh, was ich dir zu geben habe, berühr mich hier, erlöse mich. Ich will dich ganz. Lass mich dir dienen, Michael, sag mir, was ich tun soll.“

Er flieht aus dem Zimmer und trifft auf der Treppe auf Judith, die ihn ebenfalls verführen will. Nachdem er aus dem Haus geflohen ist, irrt er durch die nächtliche Stadt und trifft schließlich auf das Mädchen Salome, das allein unterwegs ist. Später ruft er den Bischof Jean Sebastian an und verrät die Adresse von Marias Vater. Er selbst zieht sich auf das Anwesen seines Großvaters zu dessen Haushälterin Margret zurück, erfährt dort jedoch von dem nächtlichen Mord an dem jungen Mädchen Salome und dass er als Täter verdächtigt wird. Ohne Abschied verlässt er das Haus wieder und flieht in eine Pension, wo er beginnt, die Prophezeiungen seines Großvaters zu lesen und diese mit Maria zu vergleichen. Über die Nachrichten erfährt er von der Festnahme Marias und der Glaubensgemeinschaft Kinder Marias, die von Dr. Peter gegründet wurde und Maria als ihre Erlöserin sieht. Um herauszufinden, wo sich Maria befindet, nimmt Michael Kontakt zu Dr. Peter auf und befragt ihn, danach gibt er ihm eine Adresse für ein Hotel gegenüber seiner Pension und stellt fest, dass kurz darauf mehrere Männer im Haus gegenüber nach ihm suchen. Über einige Aussagen von Dr. Peter schlussfolgert Michael, dass sich Maria in einer Burg nördlich der Stadt befindet und er macht sich auf die Suche nach ihr. Er identifiziert eine Burg in Staatsbesitz in einem Dorf als den Ort, in dem Maria gefangengehalten wird, und mietet sich im örtlichen Hotel im obersten Geschoss ein, von wo er die Burg beobachtet. Er entdeckt Maria in einem der Türme und durch Lichtzeichen kann er mit ihr kommunizieren. Er entwickelt einen Plan, wie er sie mit Hilfe eines von seinem Zimmer über den Dorfplatz bis zum Turm gespannten Drahtseils befreien kann. Er balanciert über das Seil und holt sie aus dem Zimmer, danach nimmt er sie auf den Arm und will sie zurücktragen. Auf halber Strecke in 25 Metern Höhe beginnt Maria, ihn zu verführen und auszuziehen, danach haben sie zum ersten Mal Sex auf dem Seil. Sie verlassen das Dorf am nächsten Tag und mieten sich eine Wohnung in der Stadt. Hier erzählt ihm Maria, wie Jean Sebastian versucht hatte, zu beweisen, dass sie keine Jungfrau mehr sei und entsprechend auch nicht die Jungfrau Maria sein könne. Michael und Maria haben in der Folgezeit sehr viel Sex und Michael baut ein Sexhilfsmittel der Unendlichkeit, dass ihnen durch gleichzeitige Analstimulation während des Geschlechtsverkehrs einen ultimativen Höhepunkt bescheren soll.

„Als der Orgasmus endlich kam, war es nicht wie das Versprechen einer wunderschönen Reise, um die man betrogen worden war, sondern ein Ausweg aus dem Reich der Glückseligkeit, und wenn wir diesen Ausweg am Ende nicht gefunden hätten, hätten wir uns bis in alle Ewigkeit im Reich der Glückseligkeit verloren. Wären gestorben. Nach dem Orgasmus fühlten wir uns nicht annähernd so, als seien wir von einem vorbeifliegenden Engel auf der Welt zurückgelassen worden, sondern wie neue Kreaturen in einer neuen Welt mit einem neu beginnenden Leben. Wie sahen alles mit neuen Augen, die tiefer blicken.“

Nach einiger Zeit wendet sich Michael an seine Pflegemutter und bittet sie um Geld. Sie gibt ihm einen Brief vom Vatikan und als er den Brief liest, findet er das Versprechen, seinen Großvater zu rehabilitieren und Marias reale Existenz zu prüfen. Zudem enthält er eine Einladung zu einem Treffen am kommenden Tag. Michael erzählt Maria von dem Brief und sie bittet ihn, nicht zum Treffen zu gehen. Aus Neugierde geht er jedoch trotzdem verkleidet zu dem Treffpunkt und erblickt dort die gleichen Männer, die ihn nach dem Anruf bei Dr. Peter gesucht hatten; er kehrt zu Maria zurück und gibt ihr das Geld. Sie bittet ihn, ein Zehntel des Geldes der Kinderhilfe zu spenden und er geht einkaufen, um Essen zu machen. Während er im Laden ist, überkommt ihn die Gewissheit, dass es sich bei dem Brief um eine Falle handelte, um Maria zu finden. Er lässt den Einkauf fallen und eilt zurück zur Wohnung. Auf dem Weg dorthin fällt ihm eine schwarze Limousine auf und er erkennt Jean Sebastian auf dem Rücksitz. Er tritt die Scheibe ein und versucht, in den Wagen einzudringen, in dem sich Maria gefesselt befindet und sich flehend von ihm verabschiedet, wird jedoch zurückgehalten und auf die Straße zurückgestoßen, während der Wagen davonfährt.

### Die Verhandlung
Um Maria wieder zu finden, beschließt Michael, sich der Polizei zu stellen und besucht Judith, um sie über die Nacht zu befragen, in der das Mädchen Salome getötet wurde. Danach bleibt er über Nacht bei Judith und stellt sich am nächsten Tag der Polizei. Er wird angeklagt für den Mord an Salome und der illegalen Befreiung Marias aus der Burg. Mit Hilfe einer Journalistin macht er die Aktivitäten des Bischofs Jean Sebastian publik und forderte die Mitglieder der Glaubensgemeinschaft Kinder Marias auf, den Bischof nicht mehr länger zu decken. Bei der Verhandlung wird zuerst die Anklage wegen Mordes aus Mangel an Beweisen fallengelassen. Bei der Verhandlung zur Befreiung Marias erscheint auch Jean Sebastian im Gerichtssaal und der Staatsanwalt befragt Michael nach der Befreiung von Maria, die dieser abstreitet. Er beantragt eine Zeugenbefragung von Jean Sebastian, dieser legt als Beweis einen Videofilm der Befreiung auf dem Drahtseil vor. Auf dem Film ist allerdings nur Michael zu sehen, der sich mitten auf dem Seil entkleidet, eine Erektion bekommt und einen Samenerguss hat, wobei das Sperma allerdings in der Luft vor dem Penis hängenbleibt. Jean Sebastian kann sich das Verschwinden von Maria auf dem Videoband nicht erklären.
Als Michael den Bischof zu den Jungfräulichkeitsuntersuchungen an Maria befragt, behauptet dieser, Maria sei zuletzt einfach verschwunden und nur noch im Spiegel zu sehen gewesen sei. Michael bricht nach dieser Aussage zusammen und realisiert, dass er Maria nie wieder sehen wird und er selbst daran die Schuld trägt. Nachdem Michael den Chauffeur des Bischofs befragt und damit darstellt, dass sich Maria in der Gefangenschaft in großer Gefahr der Misshandlung befand, verlangt er wieder nach Jean Sebastian. Dieser hatte sich jedoch am Morgen nach der ersten Befragung getötet und ist damit nicht mehr verfügbar. Am Ende der Verhandlung wird die Klage zur illegalen Befreiung von Maria gegen Michael aufgrund von Formfehlern abgewiesen.
Zum Ende des Romans kehrt Michael nach Blomsterfeld und zu seiner Ziehmutter zurück. Kurz danach beginnt er, seine und Marias Geschichte aufzuschreiben.

## Rezeption
Der Roman erschien unter dem Namen Endurkoma Maríu 1996 im Verlag Ormstunga in Reykjavík und wurde im gleichen Jahr für den Isländischen Literaturpreis (isl. Íslensku bókmenntaverðlaunin) in der Kategorie Belletristik nominiert. Gewonnen wurde der Preis von Böðvar Guðmundsson für Lífsins tré, weitere Nominierte waren Guðmundur Andri Thorsson mit Íslandsförin, Gyrðir Elíasson mit Indíánasumar und Vigdís Grímsdóttir mit Z ástarsaga.
2012 wurde er in einer Übersetzung von Tina Flecken in Deutschland beim Tropen Verlag, der zum Klett-Cotta Verlag gehört, veröffentlicht.

## Ausgaben
- Endurkoma Maríu. Ormstunga, Reykjavík 1996
  - deutsch: Die Rückkehr der Jungfrau Maria.  (Deutsche Übersetzung von Tina Flecken), Tropen Verlag, Stuttgart 2012, ISBN 978-3-608-50122-3

## Belege
1. ↑  Íslensku bókmenntaverðlaunin Preisträger auf der Seite des „Verbandes der isländischen Verlage“ (isländisch)
2. ↑  Die Rückkehr der Jungfrau Maria auf der Seite des Klett-Cotta Verlags.